# Европейское общество научной фантастики

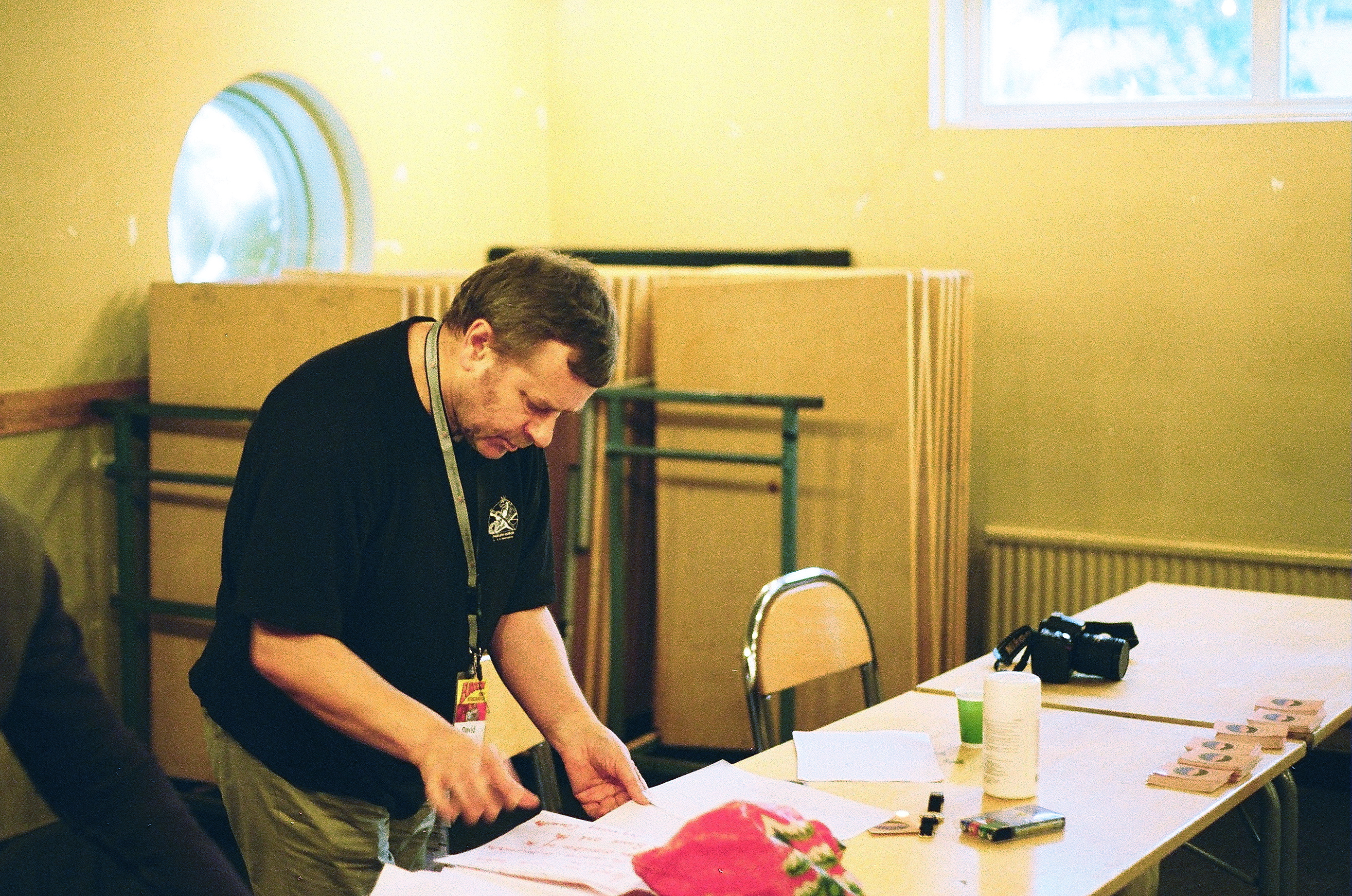
Дэвид Лалли, на Евроконе 2011.

Европейское общество научной фантастики (The European Science Fiction Society — ESFS) международная общественная организация, объединяющая профессиональных писателей, переводчиков, редакторов научной фантастики и многочисленных фэнов — людей любящих, понимающих и ценящих фантастику. Организация ставит своей целью продвижение научной фантастики в Европе и европейской научной фантастики во всём мире. Общество организует и выступает регулятором международного конвента Eurocon. Также в ведении организации лежит присуждение ежегодной Европейской премии в области НФ.
Официальными языками являются английский, французский, немецкий и русский.

## История
ESFS было основано на первом Европейском конвенте научной фантастики в Триесте (Италия) в 1972.

## Eurocon
Eurocon — европейский конгресс научной фантастики. Согласно конституции ESFS конвент должен проходить не реже одного раза в 2 года, однако уже с 1982 года конвент сделался, фактически, ежегодным. На каждом конвенте голосованием национальных делегаций определяется место, где Еврокон будет проводиться через год. Таким образом, всегда известно место поведения двух ближайших Евроконов. Первый Eurocon был проведён в Триесте, Италия в 1972.
В 2008 Еврокон впервые прошёл в России.

## Премии[4]
Европейская премия в области НФ (European SF Awards) присуждается ежегодно на текущем конвенте Еврокона. Номинации можно разделить на четыре большие категории:
- Почётная премия «Гранд-мастер Европы»
  - 2009: Кристофер Прист — Великобритания
- Поощрительные премии за лучший дебют
  - 2009: Свет сквозь тень (группа авторов) — Болгария
  - 2009: Дмитрий Колодан — Россия
  - 2009: Дан Побош — Румыния
  - 2009: Ольга Онойко — Украина
  - 2009: Кшиштоф Пишковски — Польша
- Зал славы ESFS
  - 2009: Роберто Квалья — Италия — Лучший автор
  - 2009: Флора Стальяно — Италия — Лучший переводчик
  - 2009: Борис Сидюк — Украина — Лучший промоутер
  - 2009: Nova SF — Швеция — Лучший профессиональный НФ журнал
  - 2009: Metropolis Media — Венгрия — Лучшее издательство
  - 2009: Франко Бамбилья — Италия — Лучший художник
- Премия за самоотверженное служение научной фантастике
  - 2009: Andromeda Nachtrichten — Германия — Лучший фэнзин
  - 2009: Театральный роман Марины и Сергея Дяченко — Лучшее драматическое произведение

## Конституция ESFS[5]
Конституция ESFS — основной документ, определяющий деятельность общества.
Конституция охватывает следующие вопросы
- цели и задачи общества
- вопросы членства в обществе
- финансовые вопросы, включая вопросы предоставления грантов
- вопросы выбора руководящих органов
- права и обязанности руководящих органов
- порядок награждения Европейской премией в области НФ
- порядок разрешения конфликтов

## Руководящие органы
Основным руководящим органом ESFS являются Комитет ESFS и Правление ESFS. Правление является постоянным органом. Комитет созывается во время проведения Еврокона и Евроконференций. Также Комитет может собраться на чрезвычайную сессию.
Членами Правления являются:
- Председатель
- Выборный вице-председатель
- Секретарь
- Казначей

Членами Комитета являются:
- Председатель
- Выборный вице-председатель
- Секретарь
- Казначей
- Номинированный вице-председатель (направляется в состав Комитета оргкомитетом текущего конвента)
- Бывшие члены Правления
- Почётные члены ESFS
- Национальные делегаты от каждой страны.

Члены правления избираются на срок 3 лет и могут быть переизбраны на такой же срок. Бывшие члены правления входят всостав Комитета пожизненно с правом совещательного голоса. Национальные делегаты избираются каждой страной по своим правилам и должны быть гражданами тех стран, которые они представляют.

## Текущее Правление
- Председатель: Каролина Гомес Лагерлёф (швед. Carolina Gómez Lagerlöf), (Швеция)
- Вице-председатель: Сайя Кюллёнен (фин. Saija Kyllönen), (Финляндия)
- Секретарь: Фионна Салливан (ирл. Fionna O’Sullivan), Ирландия
- Казначей: Анук Арналь (фр. Anouk Arnal), (Франция)[6]